# كارين غيرسون
كارين غيرسون (بالألمانية: Karen Gershon)‏ (29 أغسطس 1923، بيلفلد في ألمانيا - 24 مارس 1993)؛ كاتِبة، شاعرة، مؤرخة وروائية بريطانية-ألمانية.